# ファイアボール (アニメ)
『ファイアボール』は、2008年4月より放送されたウォルト・ディズニー・ジャパン制作による3DCGテレビアニメ作品。
2011年4月に第2期『ファイアボール チャーミング』、2017年10月に第3期『ファイアボール ユーモラス』が放送された。
その後、2020年にシリーズ最終章としてファイアーボールシリーズの前日譚にあたる『ゲボイデ＝ボイデ』が発表された。

## 概要
外界から隔絶された屋敷の中で、先代が残した書物で外界の事を学んでいるドロッセルとその執事ゲデヒトニスの日常を描いたコメディ作品。

### 第1期
ディズニー初の日本国内で日本人スタッフにより製作されたテレビアニメ作品。テレビ放送の他にも公式サイトやYouTube等を利用しインターネットにて無料配信された、ディズニーとしては前例のない実験的な作品である。
フル3Dアニメであり、1話が約2分の短編である。2006年春の段階で声優のアフレコが既に行われ、同年秋には放送できる状態で完成していた。
作中には幅広いジャンルからのパロディが多く見られる。聖書や荘子、銀河ヒッチハイク・ガイド、鉄人28号、オズの魔法使い、クラリネットをこわしちゃった、競馬、山口さんちのツトム君、ハエ男の恐怖、スパイダーマン、スター・ウォーズ、マイケル・ジャクソンなど、古典からSFまでその出典は多岐にわたる。パロディ要素を二人の会話中に多数織り込みながら、無表情な二人のロボットが繰り広げる、どこか噛み合わない会話と3DCGの滑らかな動きが中心の作品である。1話の短さに加え、数少ない登場人物であるドロッセルとゲデヒトニスは顔に目以外のパーツが存在せず表情がない事などもあり、他のディズニー作品の多くに見られる大げさな表情や身振りで感情を表現するといった演出はない。舞台は屋敷の広間に限定されていて、OPとEDで“テンペストの塔”の外観が映る以外は他の場所が画面に現れることはほぼない。したがって視聴者は登場する二人の会話から外の世界を想像するしかない。それはお屋敷から外に出たことがない主人公ドロッセルの視点でもある。最終回はディズニー・チャンネルではTOKYO MXより長いディレクターカット版が放送されている。
ドロッセルはfigma、ねんどろいど、SR、超合金シリーズで商品化された。
なお、公式ブログ（略称「イボログ」）のロゴやイラストのデザインは、横内なおきが担当している。

### 第2期
2011年4月から6月にかけて『ファイアボール チャーミング』のタイトルで放送された。監督・脚本は前シリーズに引き続き荒川航が続投した。フルHD制作であり、画面の情報量を増やすためキャラクターデザインも変更されている。各話冒頭の年代表示や最終回の展開から前シリーズの前日談である事が示されている。
2018年2月21日に行われた『D23 Expo Japan 2018記念オークション』では、ドロッセルのマケット（商品化参考用大型模型、無可動）が出品された。

### 第3期
Dlife開局5周年を記念して『ファイアボール ユーモラス』のタイトルで、2017年10月より3ヶ月連続毎月1話ずつ放送。前作で故人だったドロッセルの父フリューゲル公爵が存命である事から更なる前日談である事が示唆されている。

### オーディオドラマ
オーディオドラマ『ファイアボール外伝 ワンダーの方へ』が、2019年1月23日に発売されたファイアボールシリーズ10周年記念CD＋BDセット「ファイアボール オーディオ・オモシロニクス」に収録された。計約20分。
ゲデヒトニスに似た赤いペイントの「ゲボイデ=ボイデ」が初登場し、第1期、第2期、第3期のドロッセルとゲデヒトニスのもとへタイムトラベルするストーリーとなっている。

### 第4期
2020年11月から、『ゲボイデ＝ボイデ』のタイトルで、ディズニー・チャンネルとDisney+にて、放送・配信する事を同年10月に発表した。
オーディオドラマに登場したゲボイデ=ボイデがアニメ本編に初登場する。

## あらすじ
メルクール暦48650年。地球ともそうでないとも明言されない惑星において、4万8千年以上前にイルカや猿、鳥といった野生動物とそれを含む自然環境は壊滅し、人類は自らの統治をロボットに委ねていた。しかしロボットはやがて貴族化し人類はそれに抵抗を見せ始め、人類の軍隊とロボット貴族との戦争はすでに2万年に及んでいた。
ドロッセルの父である故フリューゲル公爵は人類との共存を望みながら道半ばにして没する。残された一人娘ドロッセルはお屋敷のデータベースと執事ゲデヒトニスから、「人類とは、生命とは、そして貴族としての矜持と使命とはなにか」を学びつつある。しかしお屋敷の外に一歩も出たことのないドロッセルはそのどれにもはっきりとした答えを見つけることができない。

## 登場キャラクター

### メインキャラクター
ドロッセル / ドロッセル・フォン・フリューゲル（Drossel / Drossel von Flügel）
声 - 川庄美雪
- 型番：ハイツレギスタ社製 JUNO-XIV
- 瞳の色：オーシャン・ブルー
- 製造時の設定年齢：14歳 実年齢：不明
- 重量：りんご179個分（りんごは一個平均300g前後）
- 興味がある事：かわいいという概念、護身術（空手と信じている、カポエイラのような格闘技）
- 欲しい物：ペット（喋る猫）、魔法のステッキ

本作の主人公。ドロッセルという名前は、ドイツ語で鳥の「ツグミ」を表す（フリューゲルは「羽根」の意）。
本名はドロッセル・ジュノー・フィアツェーンテス・ハイツレギスタ・フュルスティン・フォン・フリューゲル（フリューゲル女公爵ハイツレギスタ社製ジュノー14型の意）。ガイノイドであり、人間でいう14歳として設計されている（実年齢は不明）。
ウラノス国テンペスト領を統治する19代目当主のハイペリオン（貴族）ではあるが、屋敷から出たことは無い。そのため、外界の知識は屋敷に保管されている書物やゲデヒトニスからの口伝に由来するものであり、間違いや偏りが激しい。
ドロッセルの体には様々な機能が内蔵されており、アタッチメントで拡張も可能である。目にはサーチライトが内蔵されている（使用するとまぶしすぎて前が見えなくなる）が、作動するまで本人はこの機能についてまったく知らなかった。頭部のツーテールは換装が可能である。通常のツーテール風ユニットの他、飛行ユニット “オブルチェフ” や格闘ユニット “ベリンダ” が存在する。
『チャーミング』では1世代前の「ジュノー13型」として登場、第1シリーズより脚部が肥大化し後頭部が後ろに大きく伸びた姿になっている。真ん中部分に関節があり間違いなどを指摘された場合に折れる。先端には小型の車輪が搭載されており、両足に搭載された物も使ってブリッジの形で走行することも可能。さらに一輪車「ヨーゼフ」に搭乗することで高速移動も可能である。
以下は『チャーミング』におけるドロッセルのプロフィールである。
- 型番：ハイツレギスタ社製量子ジャイロ式自律お嬢様 JUNO-XIII
- 職業：フリューゲル家第19代当主
- 好きな食べ物：すあまとあましょく（興味ぶかい名前なので）
- 気になること：どんぶり勘定を証明した数学者のくいしんぼうぶり

『ユーモラス』ではキャスタリアモデル「KASTALIA-IX」として登場。眼が大きな幼児体型となり腹部や四肢の関節部分は軟質素材で覆われている。4本のスタビライザーを持つが、邪魔であったため後のモデルでは採用されていない。また一人称が「ボク」になっている。
ゲデヒトニス（Gedächtnis）
声 - 大川透
- 型番：ハイツレギスタ社製 Tauri 34
- 瞳の色：クリムゾン・レッド
- 製造時の設定年齢：50歳 実年齢：20800歳
- 重量：248100グラーブ（キログラムの古い呼び名だが関係は不明）
- 趣味：浴室のぬめり取り、スキンケア

ドロッセルの執事。名前はドイツ語で「記憶」を表す。むき出しの油圧シリンダーや背面の排気筒など重機を思わせる大型の多脚ロボットだが、主人であるドロッセルには体を折り曲げ、同じ目線で慇懃に接する。ドロッセルの教育と護衛を最優先事項としている。ドロッセルからは故意か過失か、毎回違った名前で呼ばれてしまい（1エピソードの間にも変化する）、事あるごとに名前を強調するが、いつも聞いてはもらえない。第13話（最終話）にて、初めて正しい名前で呼ばれる。
一見旧式のロボットだが、背面ソケットから屋敷の管理システムに接続が可能であり、屋敷のデータベース検索や防衛システムの運用等、幅広い機能の使用が可能である。
『チャーミング』では2世代前の「タウリ32型」として登場、大幅にデザインが変更されている。『ファイアボール』と比べさらに旧式ではあるが、このころでも既にお屋敷制御装置を搭載しているらしく、有線接続でお屋敷自体の角度を傾ける荒業をやってのけている。
以下は『チャーミング』におけるゲデヒトニスのプロフィールである。
- 型番：ハイツレギスタ重工製惑星開墾機器 TAURI 32
- 職業：重装甲型突撃執事
- 欲しいもの：面倒くさい際にくさみを除去するデオドラント
- 気になること：なまはげの調理法としての焼きはげや蒸しはげの存在

『ユーモラス』ではハイツレギスタ重工製自走式汎用文明解体機械「BAU 29」として登場。腹部標準装備「思考収納ジャバウォッキー」アタッチメントは積載量が少ない。
ヴィントシュトレ / ヴィントシュトレ・フォン・フリューゲル（Windstille / Windstille von Flügel）
声 - 有本欽隆、菅生隆之（ファイアボール外伝 ワンダーの方へ）
ドロッセルの父。先代のフリューゲル公爵。画面にその姿は現れず、名前のみ登場している。名前はドイツ語で「無風、なぎ」を表す。亡くなったと言われている。ドロッセル自身は両親の記憶はない。ロボットであると思われるが詳しくは不明。ゲデヒトニス曰く、人類との共存を望んでいたらしいが、その真偽のほどは定かではない。
『ユーモラス』では存命で、世界を統治する「ハイペリオン」と呼ばれる機械貴族。KRONOS-V。ガラテア山脈でアガメムノンのポータル生成やバルカン45遺跡アンティキナ機械群、ユミナトリクス高原の調査のため不在していたが、第3話にて初めて姿を見せる。
アリアドネ
声 - 川庄美雪
- 型番：KASTALIA-IX B

ゲボイデ＝ボイデが仕えるハイペリオン（機械貴族）。
キャスタリアの機体をベースに、頭部をはじめ多くのモジュールがイゾルデシリーズに置換されている。
頭部と背中それぞれのポートから充電を行うが、日々駆動時間が短くなっているのが悩み。
ゲボイデ=ボイデ
声 - 神谷浩史
- 型番：BAU 28

やがて世界を救うという事実と個性的な口臭で知られるハイツレギスタ重工製自走式汎用文明解体機械。アリアドネの執事として仕える。
ゲデヒトニスと同型の機械執事。赤色のボディが特徴で、劇中では「アカヒトニス」とも呼ばれる。
オーディオドラマで初登場。ドロッセルの言い間違いによって発生した平行世界を修復するために過去へタイムトラベルをし、「余分な濁点」の排除を試みる。
主人・アリアドネが、彼らの住むユグドラシルの塔より外出することで、世界がより良いものになると信じているようである。

### その他のキャラクター

#### 第1期
ユミルテミル
ドロッセルの文通相手。ヴィントシュティレと同じく画面にその姿は現れず、名前のみ登場している。ドロッセルによると「ご近所さん」とのことであるが、テンペストからは人類の軍隊が駐留する砂漠を挟んだ場所にあり、手紙1通を届けるだけでも通信係が何名も犠牲になっている。
猿
屋敷内に住み着いている猿型ロボ。「シャーデンフロイデ」とドロッセルからは呼ばれている（ドイツ語で「人の不幸は蜜の味」の意）。先代の言葉（声 - 郷里大輔）がインプットされており、非常時にメッセンジャーの役割を果す。
メイド
ステルスユニットを装着している見えない雑務用ロボットである。言われるまでドロッセルはその存在さえ気づいていなかった（つまり存在しながらも画面上には一切登場しない）。
7965名のメイドロボがテンペスト内の雑務に従事していたが、資金繰りが厳しくなったため大部分のメイドが解雇された。そのため、現在は3691名にまで人員は削減されている。
『チャーミング』では第4話などでドロッセルがメイドの存在を認識している描写が存在している。

#### 第2期
ユーリ
声 - 立木文彦
「人類」を模して作られたとされる人形。宇宙服のような形状で、ドロッセルが夢の中で見た「人類」も同様の姿をしていた。右足に拘束具が付いているため、右足を引きずりながら歩く。
ポプリ
声 - 田中秀幸
ユーリと抱き合わせ販売されたテーブル型の会話シミュレーター。商品名「楽しいテーブルマナーことわざ編」。心と心の距離を体と体の距離に変換するテーブルで、一端にユーリが座っており、他端にプレイヤーが座る。出題に対する正解・不正解で心の距離を判断し、テーブルの長さを伸縮することにより互いの体の距離を変化させる。
ツークツヴァンク
声 - 薄井由行
屋敷地下第42層で機能停止状態で発見された9機の謎の使用人。名前はドイツ語のチェス用語で「動きの強制（動かしたくないが、手番なので動かさなければならない）」という意味である。長きにわたりフリューゲル家に仕えていたと記されている。書物によれば、コミュニケーションは2つの姿勢（座る、立つ）を組み合わせた2進法によって行い、顔を回転させることにより表情を表現する。しかし、『チャーミング』後期では、感情（のようなもの）をジェスチャーで表現したり、ゲデヒトニスに用件を耳（?）打ちしたりと、意思疎通の手段を増やすことも可能なようである。
レジナルド
声 - 加藤賢崇
ハイツレギスタ社製の自走式記録装置。フリューゲル家の書記係。寝言や独り言を含めたドロッセルの過去の発言をすべて記録している。
ハルキゲニア
外界からテンペストの塔下層にある工場エリアへ資材を運搬するモノレールを走る鉄道車両そのもの。本編中では資材の入ったコンテナを下層へ滑空させたり、正面ドーム状の「顔」にある緑に発光する眼が稼動しているのが確認できる。
名の由来は、古生代カンブリア紀の海に生息していた葉足動物の1属。
キャプテン・レックス
テンペストの塔にあるモノレールのプラットフォーム管制室にいるロボット。何の「キャプテン」であるかは定かではない。

#### 第3期
思考収納ジャバウォッキー / ハラヅモリ3000
声 - 磯部弘
ゲデヒトニスの"腹"に格納されている思考収納ロボット。絨毯を内蔵している。犬のような動きをする。ドロッセルを乗せて運ぶはずが、重くて動けなかった。
思考収納ジャバウォッキー / ハラヅモリ1000
声 - 荒川航
パーティユニットを見繕ってきた思考収納ロボット。1000とは色違い。
元ネタは『スター・ツアーズ』より。

#### 第4期
ヘカトンケイルと呼ばれる使者たち
声 - 大塚芳忠
- 型番：OSTRICH 2187

砂丘を越えてクロノス国はエンケラドゥスからやってきた三体の賢者。カノープスと呼ばれる地域言語を操り、一般的にミステリアスな存在として知られる対象を目にした際に我々が感じる多くの要素を備えている。
カノープスでは文末に「ニムニム」という言葉がつく。建国すべくユグドラシルの塔にやってきた。
神聖なものとして扱う便利棒(現地語で「ムーイムーイ」)をアリアドネから取り戻そうとしたが、最終的に譲渡している。
伝統的に体の大きい方を主人と認識するため、ゲボイデ＝ボイデをアリアドネの主人であると勘違いした。
良い声である。

## 用語
第1期
テンペストの塔
ドロッセル達が住む屋敷。ブリューゲルのバベルの塔を思わせる外観。412ヶ所にわたる監視カメラと139ヶ所に及ぶ何かによって鉄壁の防衛システムを誇る。名の由来はシェイクスピアの戯曲『テンペスト』。
第2期においては塔より四方に延びるモノレールが存在している。本編では確認することはできないが、初期設定ではレールの先にそれぞれ「アリエル」、「ウンブリエル」(いずれもアレクサンダー・ポープの英雄詩『髪盗人』より)、「夏至I」、「夏至II」(シェイクスピアの喜劇『夏の夜の夢』より)と名付けられた塔（フリューゲル家別宅）があるとされている。
プロスペロ
亡きヴィントシュトレ卿が残した書物型記憶装置。フリューゲル家の家訓（その9割がテーブルマナーとされている）や、民をまとめるための地域伝承・人間の生態や非常時の対処法等様々なことについて記述されているが、一部に偏りがみられる。プロスペロは「PROgrammed Sequence of Primary Education for RObot」の頭文字を取った略称。またシェイクスピアの戯曲『テンペスト』に登場する復讐に取り憑かれた魔法使いの名前。最後には敵を赦し、融和の大切さを説く。
飛行ユニット『オブルチェフ』（Obruchev）
第3話に登場。ドレッサーの前に置かれていたという、ドロッセルの頭に装着する飛行ユニット。ドロッセルは飛行機能について知らず、ゲデヒトニスに指摘されてもなお “おしゃれユニット” と言い張っていた。ドロッセルのかかとが起動スイッチで、（本体に）3度の衝撃を与えると飛行する
作中では「かかとがスイッチ」「3度の衝撃を与えよ」からカン違いしてしまい、かかとを3度打ち鳴らすも作動せず「やはり“おしゃれユニット”だ」という流れになるがその後ドロッセルが頭を3度振った事により起動している。かかとを打ち鳴らす仕草はオズの魔法使いの「銀の靴」がモチーフ。
格闘ユニット『ベリンダ』
第11話に登場。ドロッセルの頭に装備する軽装型運動ユニットで、主に格闘能力を向上させる。基部が伸縮し運動後に発生した余剰熱を排気によって低減させる冷却機能を有する。
名の由来は、アレクサンダー・ポープの英雄詩『髪盗人』に登場するヒロイン。
伝書ビーム
塔屋上にある通信装置と思われるもの。大きな機械らしい。ドロッセルはこの装置の使用を嫌っている。
LBL（レイヤー・バイ・レイヤー）音響爆弾
第6話での人類の攻撃手段であり、電磁パルス（EMP）に近い状態を音波によって発生させる機器とされ、奇妙な音を立てる。
この爆弾の影響下にいるロボットは一時的な機能不全に陥る。その後も若干の不具合が残る模様。作中で名称は出ず、アニメNewtypeチャンネルのファイアボールマラソンサイト内で解説された。
ファイアボール作戦 或いは 新たなる希望
無機・有機、すべての生命体から、あらゆる劣等感を取り除き、彼らが特別な理由がなくとも幸福感を抱くための、一度も実行された事はないが、史上もっとも残酷な軍事作戦。あるいは、この世界と対峙する際に必要なテーブルマナー（アニメNewtypeチャンネル「ファイアボールマラソン」第13話『夢の生まれる場所』の解説より引用）。
プロスペロの第9章25節（第2話のサブタイトル「9:25」とも関連している）に記されていた。
テーブルマナー
ストーリー中にて重ねて言及される事が多い。これは、和平交渉=同じ席に着く=テーブルマナーを意味する。
メルクール暦
各回の冒頭、字幕に現れる暦。物語の時間軸をあらわす。第1話がメルクール暦48650年。それからの翌回は8年から16年の月日が流れ、最終回である第13話の時点でそれから144年後の48794年である。にもかかわらずドロッセルたちは十数年前の出来事を昨日のことのように語り合う。メルクールは、ローマ神話のメルクリウス（マーキュリー）に相当するドイツ語。水銀、水星の象徴。
イルカ
お屋敷のデータベースによれば約4万8千年前まで生息していた、地上で2番目に知能の高い生物。検索していたゲデヒトニスが「ほう、これは愛らしい」と感嘆の声を上げている。ちなみに人類は3番目（銀河ヒッチハイク・ガイドのパロディ）。イルカがいなくなってからの時間とメルクール暦が重なることから、物語の背景が読み取れる。ドロッセルいわく「愛でてよし、食べてよし」。
鳥
ペットが欲しいと駄々をこねたドロッセルに対し、ゲデヒトニスは多数の生きたチョウを用意する。その青い翅で乱舞する様に感動するドロッセルだが、情報不足から蝶を「鳥に違いない」と断言する。ドロッセルはゲデヒトニスに対し、人類や鳥（チョウ）が本物であるのに対して自分たち機械はそのレプリカではないのかという疑問を口にする。答えを述べたゲデヒトニスだったが鳥（チョウ）たちはドロッセルの光る目に集まって視界を遮った。
バルタザール
先代公爵愛用の椅子。ゲデヒトニスいわく「お父上のとっておき」。ヨーロッパ諸侯の玉座を思わせる威容もさることながら用途不明のケーブルが多数接続されており、単なる調度品ではないことがうかがえる。体格的にドロッセルには大きすぎるが、「ふうむ、まさに夢心地ね」と感想を述べている。椅子の中には猿（シャーデンフロイデ）がいた。劇中で名称は出ないがDVD付属の解説書にて名称が書かれている。名の由来は聖書に登場するキリストの誕生を祝した東方の三人の博士のうちの一人。
空手
厳密にはドロッセルが空手、と信じている物。特に師にはつかず独学で練習しているようである。側転や倒立を多用し、カポエイラの特徴が見られる。その点をゲデヒトニスに指摘されるがドロッセルは常に「空手」と言い張っている。
祈祷ユニット「グリニッジ」
未使用ユニット。SRフィギュアに付属。DVD付属の解説書、「メイキング・オブ・ファイアボール」にワンシーン登場。祈祷の棒をドロッセルが振るう。
ユーモラス第3話にパーツの一部が登場する。名の由来は、世界的天文台を擁するイギリスの地名。
観光ユニット「ギズモ」
未使用ユニット。DVD『ウィンターパッケージ』同梱のfigma限定版に付属。
第2期
カイザーシュマーレン
亡き父のとっておきの赤いマント。2万年前は最新モードであった。埃まみれでドロッセルが身に着けるも、振り上げただけで埃が舞い、ドロッセルを咳き込ませた。
名の由来は、ドイツ・オーストリアのパンケーキ菓子。
占星ユニット「シビュラ」
解説音声の声 - 立木文彦
お星様占いセット。屋敷内でメイドがみつけた、杖とヘルメットのような装置のセット。名前は「巫女」を意味する。
チャーミング人類
ヴィントシュティレが書物で予言した、決して争うことのない人類。
書物には事例としてベンジャミン・フランクリンやアルキメデス、なまこを最初に食した人類などを示唆する名が挙げられていた。
また屋敷にはチャーミング人類の乗り物の一部だとされている物があり、機体に書かれていた「CHARMING」の文字は持ち主の名前であり決定的な証拠と思われていたが、ドロッセルが表面の汚れを拭ったところ、現れた文字は「WARNING」（警告）であり、チャーミング人類はいなかったと結論付けられた。
乗馬ユニット『ヨーゼフ』
一輪バイク。ドロッセルが搭乗したものの停止方法がわからず、ゲデヒトニスは屋敷自体を傾けることで停止させている。後にドロッセルがブレーキの仕方を覚え、乗りこなしている。
視覚拡張器『ヤーコプ』
ヨーゼフ搭乗時に使用する専用ゴーグル。一式の名の由来は旧約聖書の「ヨゼフ」と「ヤコブ」から。
概ね万事においてそれほど完璧にしない法案
略して「オバカン法」。かつてヴィントシュティレがウラノス国を傾けるほどに「完璧な」統治をしてしまった反省から生まれた法案。皮肉にも「完璧」に施行された。
知覚ユニット『ペルディータ』
視力センサー矯正のための眼鏡型ユニット。星が観測できないことに疑問を持ったドロッセルが使用。実際は老眼鏡に近いもの。
名の由来はウィリアム・シェイクスピアの戯曲『冬物語』に登場する、レオンテスとハーマイオニーの娘。
培養器『501622731』
誕生日プレゼントにゲデヒトニスから贈られた培養器詰めの青いバラ。最初のものはドロッセルがベッドルームに飾る為、ゲデヒトニスに渡そうとした際に割れてしまったが、気に入ったようで毎年ベッドルームに並べるよう指示しており、忠実に守られていることが最終回で確認できる。
やぶさめユニット『ヨハン II』
ヨーゼフと併用し流鏑馬を行う際に登場。矢はフリューゲル家印入りのハイテック吸盤を使用する。ドロッセルは「吸盤（九番）よりも、一番を目指す」と語る。
野球用装備「ゴルフ」
右腕に装着するボールを受ける際のグローブと頭部に装着するミットのような装備ユニット。
便利棒「ジェリコ」
便利な棒。形はクリケットのバット。名の由来は、旧約聖書で預言者モーセの後継者、ヨシュアが最初の戦闘を行った地。
ケッセルIV （かゆいところにとどく手）
超合金に付属の台座。名前の意味はドイツ語の「やかん」。
第3期
ユーモラス家電 バラクーダ
「ココで見ル、タダで見ル。」篇でドロッセルが持っていたテレビのようなもの。名前の意味はオニカマス。
図書室
遥か西にある資料室。
防衛システム実験器 トロンキュロ
信じる心を物理的な強度に変換するマシン。フリューゲル家の防衛システムと同じ原理。信じる心が強いほど堅い物質を生成し、逆に低いと柔らかいものを生成する。ゲデヒトニスは「質問に「はい」か「YES」で答えよ」と言ってこれをドロッセルに渡した。「フリューゲル家は偉大である」という質問では金床、「お嬢様自身もまた偉大である」という質問では詳細不明のコンテナのようなもの、「お屋敷には優秀な執事がいる」という質問ではちくわぶを生成した。名の由来は、ウィリアム・シェイクスピアの戯曲『テンペスト』に登場する道化師。
環型防衛態 カリバンII
矩型防衛態 カリバンIV
40000年眼鏡
40000の形をした金縁メガネ。これにより『ユーモラス』がメルクール歴40000年前後であることが示唆されている。
パーティーユニット キャリオカ
熊耳型のスピーカーを付けたユニットで、ゲデヒトニスが頭部に繋がれたマイクを使ってしゃべる。後頭部には「Backpfeifengesicht」という題の8トラックカートリッジが刺さっている。
名前の意味はポルトガル語で、ブラジルのダンス・音楽。デザインモチーフはくま。

## スタッフ
- プロデュース・脚本・監督 - 荒川航
- キャラクターデザイン - 福地仁（第1期）
- メカニカルキャラクターデザイン - 柳瀬敬之（第2・3期）
- ゲストデザイナー（第1期） -  御船麻砥
- おしゃれデザイン（第2期） - 御船麻砥、タナカリエ
- CGプロデューサー - 川嶋洋樹
- CG監督 - 渡辺誠之
- 作曲 - 薄井由行
- サウンドデザイン - 鍬原保愉貴
- アニメーション制作 - ジーニーズアニメーションスタジオ（第1期）→ジーニーズ（第2期）→トムス・ジーニーズ（第3期）
- 製作 - ウォルト・ディズニー・テレビジョン・インターナショナル ジャパン（第1・2期）→ウォルト・ディズニー・ジャパン（第3期）

## 各話リスト
| 話数     | 年代                | サブタイトル                                           |
| 第1期    | 第1期               | 第1期                                                  |
| -------- | ------------------- | ------------------------------------------------------ |
| 第1話    | メルクール暦48650年 | その水棲動物を見よ                                     |
| 第2話    | メルクール暦48666年 | 9:25                                                   |
| 第3話    | メルクール暦48682年 | イルカが飛んだ日                                       |
| 第4話    | メルクール暦48690年 | セントエルモの火                                       |
| 第5話    | メルクール暦48698年 | 前頭葉の惡魔                                           |
| 第6話    | メルクール暦48714年 | ゆるぎないこころ                                       |
| 第7話    | メルクール暦48730年 | プロフェシー                                           |
| 第8話    | メルクール暦48746年 | 座面の猿                                               |
| 第9話    | メルクール暦48754年 | バタフライ                                             |
| 第10話   | メルクール暦48762年 | 終着駅                                                 |
| 第11話   | メルクール暦48778年 | 侵入者たち                                             |
| 第12話   | メルクール暦48786年 | 虚像の眼                                               |
| 第13話   | メルクール暦48794年 | 夢の生まれる場所                                       |
| 特別映像 | -                   | メイキング・オブ・ファイアボール                       |
| 第2期    |                     |                                                        |
| 第1話    | メルクール暦48234年 | ブートストラップ連続体                                 |
| 第2話    | メルクール暦48250年 | トロイに木馬                                           |
| 第3話    | メルクール暦48266年 | クラインの壷直し                                       |
| 第4話    | メルクール暦48282年 | うつろな宇宙                                           |
| 第5話    | メルクール暦48298年 | チャンピオンたちの食卓                                 |
| 第6話    | メルクール暦48314年 | 恐怖の頭脳会議                                         |
| 第7話    | メルクール暦48330年 | 嵐が丘                                                 |
| 第8話    | メルクール暦48346年 | ガントレット                                           |
| 第9話    | メルクール暦48362年 | ゲームの規則                                           |
| 第10話   | メルクール暦48378年 | 去年を待ちながら                                       |
| 第11話   | メルクール暦48394年 | リンボ                                                 |
| 第12話   | メルクール暦48410年 | 重力の糸車                                             |
| 第13話   | メルクール暦48426年 | アイなき世界                                           |
| 第3期    |                     |                                                        |
| PV       | [ 注 1 ]            | 「ココで見ル、タダで見ル。」篇                         |
| 第1話    | [ 注 1 ]            | きたるべき世界 EPISODE IV: THE WORLD TO COME           |
| 第2話    | [ 注 1 ]            | 黄金のこころ EPISODE VII: HEART OF GOLD                |
| 第3話    | [ 注 1 ]            | ハイペリオン交点 EPISODE XI: THE HYPERION INTERSECTION |
| 第4期    |                     |                                                        |
| 第1話    | 辰砂暦39298年       | まぼろしの国境線                                       |
| 第2話    | 辰砂暦39314年       | テセウスから遠く圏外                                   |
| 第3話    | 辰砂暦39330年       | しばらくお待ちください                                 |
| 第4話    | 辰砂暦39346年       | 事象の地平面                                           |
| 第5話    | 辰砂暦39362年       | フギン・ムニン                                         |
| 第6話    | 辰砂暦39378年       | おおむね無害                                           |
| 第7話    | 辰砂暦39394年       | ユグドラシルの長い午後                                 |
| 第8話    | 辰砂暦39410年       | ワルキューレ                                           |
| 第9話    | 辰砂暦39426年       | ラグランジュの暗点                                     |
| 第10話   | 辰砂暦39426年       | バンジージャンプ・メソッド（アリアドネの糸）           |

## 放送局
| 放送地域 | 放送局                 | 放送期間                                          | 放送日時                       | 放送系列              | 備考                        |
| 第1期    | 第1期                  | 第1期                                             | 第1期                          | 第1期                 | 第1期                       |
| -------- | ---------------------- | ------------------------------------------------- | ------------------------------ | --------------------- | --------------------------- |
| 東京都   | TOKYO MX               | 2008年4月7日 - 6月30日                            | 月曜 18:25 - 18:30             | 独立UHF局             |                             |
| 日本全域 | ディズニー・チャンネル | 2008年4月11日 - 7月4日                            | 金曜 17:25 - 18:30             | CS放送                | リピート放送あり            |
| 第2期    |                        |                                                   |                                |                       |                             |
| 東京都   | TOKYO MX               | 2011年4月4日 - 4月25日                            | 月曜 19:28 - 19:30             | 独立UHF局             | 放送時間変更                |
| 東京都   | TOKYO MX               | 2011年5月2日 - 6月27日                            | 月曜 22:55 - 22:58             | 独立UHF局             | 放送時間変更                |
| 兵庫県   | サンテレビ             | 2011年4月6日 - 6月29日                            | 水曜 15:55 - 16:00             | 独立UHF局             |                             |
| 日本全域 | BSジャパン             | 2011年4月7日 - 6月30日                            | 木曜 19:55 - 20:00             | テレビ東京系列 BS放送 |                             |
| 日本全域 | ディズニー・チャンネル | 2011年4月8日 - 7月1日                             | 金曜 18:25 - 18:30             | CS放送                | リピート放送あり            |
| 日本全域 | Dlife                  | 2014年7月12日 - 10月4日                           | 土曜 02:30 - 02:33（金曜深夜） | BS放送                | ブルーレイ用マスタでの放送  |
| 第3期    |                        |                                                   |                                |                       |                             |
| 日本全域 | Dlife                  | 2017年10月6日 - 12月8日                           | 金曜 21:55 - 22:00             | BS放送                | 新作エピソードは月1回の放送 |
| 日本全域 | ディズニー・チャンネル | 2018年4月10日                                     | 火曜 21:50 - 22:00             | BS放送                | 3話連続放送                 |
| 第4期    |                        |                                                   |                                |                       |                             |
| 日本全域 | ディズニー・チャンネル | 2020年11月8日 - 11月12日 2020年12月6日 - 12月10日 | 日曜 - 木曜 21:57 -            | BS放送                | 再放送あり                  |

### 配信
Dlife見逃し配信、Disney+は日本国内向けのみ配信。なお、Disney+はフルサービス移行に伴い、2021年10月26日に配信を一時停止していたが、2022年4月6日から配信を再開した。
| 配信期間                       | 配信サイト      | 備考                                        |
| 第1期                          | 第1期           | 第1期                                       |
| ------------------------------ | --------------- | ------------------------------------------- |
| 2017年8月21日 - 2017年10月6日  | Dlife見逃し配信 | HD変換を行った映像を配信                    |
| 2017年8月21日 - 2017年12月31日 | YouTube         | HD変換を行った映像を配信                    |
| 2019年3月26日 -                | Disney+         |                                             |
| 第2期                          |                 |                                             |
| 2017年8月21日 - 2017年10月6日  | Dlife見逃し配信 | 第13話の後に第3期の告知映像が挿入されている |
| 2017年8月21日 - 2017年12月31日 | YouTube         |                                             |
| 2019年5月24日 -                | Disney+         |                                             |
| 第3期                          |                 |                                             |
| 2017年10月16日 - 2018年1月31日 | Dlife見逃し配信 | 第1話                                       |
| 2017年11月20日 - 2018年1月31日 | Dlife見逃し配信 | 第2話                                       |
| 2017年12月18日 - 2018年1月31日 | Dlife見逃し配信 | 第3話                                       |
| 2019年6月14日 -                | Disney+         |                                             |
| 第4期                          |                 |                                             |
| 2020年11月13日 -               | Disney+         | 第1話 - 第5話                               |
| 2020年12月11日 -               | Disney+         | 第6話 - 第10話                              |

## 映像ソフト
第1期
2009年8月19日にDVDが5000枚の数量限定生産で発売された。DVDには特典映像としてメイキングオブファイアボールが収録され、さらに同梱特典として、ゲデヒトニスのペーパークラフトとシャーデンフロイデの無彩色プラモデルが付属した。なお、本編については一部リテイクが行われている。
このDVDはすぐに予約完売してしまったため、後に『ファイアボール ウィンター・パッケージ』として再発売された。こちらは数量限定生産ではなく受注限定生産となっている。こちらの同梱特典は「figmaドロッセル」の限定バージョンである。DVDの内容は8月発売のものと同一。
2010年9月22日、DVD通常版とmicroSD版が発売された。DVDレンタル版もリリースされており、その収録内容はこれまでにリリースされたものと同様である。
第2期
2012年2月22日発売。通常版はブルーレイ+DVDセット、限定版『ちくわぶボックス』はオンラインショップ限定販売となる。Blu-rayは音声が5.1chリミックスのフルHD収録。限定版はサウンドトラックCD、ビジュアルブック、ツークツヴァンクの彩色済プルバックカー3体が付属。
第3期
10周年を記念して2019年1月23日発売のCD+BDセット『ファイアボール オーディオ・オモシロニクス』に収録されている。

## ファイアボールxDlife
全国無料のBSテレビ局Dlifeの五周年を記念しての特別企画。企画第一弾は完全新作映像「Dlife開局5周年ステーションID」２種（各10秒）を、Dlifeの放送上のみで限定公開。キャラクターのデザインを一新し、Dlifeだけでしか見ることができない特別映像などを企画中。初放送は6月17日(土)10:00PMスタートの『X-ファイル 2016』第1話の番組中にて放送された。第二弾は7月8日(土)22時『X-ファイル2016』第4話の番組中にて放送（こちらは放送時間45秒）
また第1期、第2期のDlife全話配信版ではラストに第3期放送告知として『栄光のテンペスト領ニュース』が挿入されている。

## オモシロニクス
ファイアボール10周年記念盤「ファイアボール オーディオ・オモシロニクス」
2019年1月23日にWALT DISNEY RECORDSよりリリース。規格品番 UWCD-1013。Blu-rayにはユーモラスを収録。2020年11月4日からデジタル配信。
収録内容
1. ジョン・スミスによる口に出せない不都合
2. 管弦楽のためのカッサシオン「ファイアボール」より序曲「ウラノスの嵐」
3. ハイペリオン青春ドラマシリーズ第1夜
4. フリューゲル公爵のための頌歌「複製されるラプラス」
5. ゲボイデ＝ボイデ
6. エチュード「うつろな未来」 / ドロッセル・フォン・フリューゲル& ゲデヒトニス
7. バイナリ化する赤道傾斜角
8. 第√２景終曲「タイタンの糸車」
9. Dlife ステーションIDのための音楽（ドロッセル）
10. 捕食活動を行うカモノハシ
11. テンペストのれん街CMソング
12. オモシロニクス・プロトコル（座椅子よ、転送を頼む）
13. 国境線
14. 「エブドメロス式海岸」第4096章 序曲
15. もういちどきたるべき世界
16. 交響的印象「空想する床下収納」
17. EPISODE XIII「おさなごころのおわり」
18. 行軍のための祝曲「アルタイル球、そして公爵の帰還」
19. ディズニー・チャンネル ステーションIDのための音楽
20. はなればなれ（比類なき幕間）
21. 「クロノスと呼ばれる独裁者」組曲第2番より「輪転機を回すデウスエクスマキナ、あるいはドアノブ」
22. 「クロノスと呼ばれる独裁者」組曲第1番より「おさなごころのゆりかご（デイジーベル）」～「碧き薔薇の騎士団」
23. フリューゲル公爵のための凱旋曲 第13番（プレリュード）
24. メルクール暦48402年「不確定性零和ツアーズ」
25. 連続活劇「宇宙海賊キャプテン・レジナルド」手引
26. おれが海賊（宇宙海賊キャプテン・レジナルド） / 串田アキラ
27. 小管弦楽のための嬉遊曲「虹の進軍」
28. フリューゲル公爵のためのカンタータ 第19番（プレリュード）
29. メルクール暦48810年「タイムロード（輝くもの）」
30. 交響詩「その翼を見よ」
31. 砂丘
32. ハイペリオン青春ドラマシリーズ 最終話
33. スターライトの圧縮
34. Dlife ステーションIDのための音楽（ゲデヒトニス）
35. ワンダーの方へ
36. 最後から2番目の通信
37. キャスタリア譚詩曲「花と木と惑星と」

## ゲーム
LINE:ディズニー ツムツム
スマートフォン向けLINEゲ―ム。2017年11月の新ツムとしてドロッセルが登場。